# Équipe cycliste Amaya Seguros
L'équipe Amaya Seguros est une ancienne équipe cycliste professionnelle espagnole, disparue à la fin de l'année 1993.

## Histoire de l'équipe
En 1990, l'assureur Amaya Seguros s'engage en tant que co-sponsor de l'équipe cycliste professionnelle BH, dirigée par Javier Mínguez. 
En 1991 et pour trois saisons, Amaya devient sponsor unique en conservant la direction technique et sportive de l'équipe BH. 
À la fin de l'année 1993, les propriétaires suisses d'Amaya Seguros décident de suspendre le sponsoring dans le cyclisme. 
José Miguel Echavarri avec le soutien de son sponsor, la banque Banesto rachète alors la structure. C'est ainsi que la majorité des coureurs d' Amaya rejoint l'équipe cycliste Banesto.

## Principaux coureurs
- Laudelino Cubino (1990-1993)
- Patrice Esnault (1990-1991)
- Melchor Mauri (1993)
- Jesús Montoya (1990-1993)
- Javier Murguialday (1991-1993)
- Fabio Parra (1991-1992)
- Oliverio Rincón (1993)
- Mikel Zarrabeitia (1991-1993)

## Principales victoires
- Courses par étapes
  - Challenge de Majorque : 1992 (Javier Murguialday)
  - Tour de Catalogne : 1990 (Laudelino Cubino)
  - Tour de Burgos : 1993 (Laudelino Cubino)
  - Tour de Colombie : 1992 (Fabio Parra)
  - Tour de La Rioja : 1990 (Alfonso Gutiérrez), 1992 (Mikel Zarrabeitia)
  - Tour d'Italie :
    - 6 participations (entre 1980 et 1985)
    - 5 victoires d'étapes :
      - 1 en 1980 : Juan Fernández Martín
      - 1 en 1981 : Miguel María Lasa
      - 3 en 1983 : Alberto Fernández Blanco (2) et Eduardo Chozas

    - Meilleur classement individuel : une place de 3e, Alberto Fernández Blanco en 1983

  - Tour de France :
    - 8 participations (1985, 1986, 1987, 1988, 1989, 1991, 1992, 1993)
    - 6 victoires d'étapes :
      - 2 en 1987 : Manuel Jorge Domínguez et Federico Echave
      - 1 en 1988 : Laudelino Cubino
      - 1 en 1989 : Joël Pelier
      - 1 en 1992 : Javier Murguialday
      - 1 en 1993 : Oliverio Rincón

    - 1 classement du meilleur jeune : Antonio Martín en 1993
    - Meilleur classement individuel : trois places de 8e, Álvaro Pino en 1986 et 1988, Anselmo Fuerte en 1987

  - Tour d'Espagne :
    - 15 participations (entre 1979 et 1993)
    - 27 victoires d'étapes :
      - 1 en 1979 : Miguel María Lasa
      - 2 en 1980 : Faustino Rupérez
      - 4 en 1981 : José Luis López Cerrón, Pedro Muñoz, Miguel María Lasa et Ángel Arroyo
      - 1 en 1982 : Ángel Camarillo
      - 2 en 1983 : Juan Fernández Martín et Alberto Fernández Blanco
      - 3 en 1985 : Ángel Camarillo et José Francisco Rodríguez (2)
      - 1 en 1986 : Álvaro Pino
      - 2 en 1987 : Laudelino Cubino et José Francisco Rodríguez
      - 2 en 1988 : Álvaro Pino
      - 1 en 1989 : Álvaro Pino
      - 1 en 1990 : Patrice Esnault
      - 3 en 1991 : Laudelino Cubino, Fabio Parra et Jesús Montoya
      - 1 en 1992 : Laudelino Cubino
      - 3 en 1993 : Melchor Mauri, Jesús Montoya et Oliverio Rincón

    - 2 classement du meilleur grimpeur: Juan Fernández Martín en 1980, Álvaro Pino en 1988
    - 1 classement du combiné : Jesús Montoya en 1993
    - 7 classements par équipe : 1981, 1983, 1985, 1986, 1988, 1992, 1993
    - Meilleure place individuelle : deux vainqueurs Faustino Rupérez en 1980, et Álvaro Pino en 1986

- Championnats nationaux
  -  Championnat d'Espagne sur route : 1990 (Laudelino Cubino)

- Course d'un jour
- Klasika Primavera : 1991 (Jesús Montoya)
- Subida al Naranco : 1990 (Laudelino Cubino), 1991 (Juan Carlos Romero) et 1993 (Jesús Montoya)
- Trofeo Comunidad Foral de Navarra : 1991 (Roland Le Clerc)
- GP Llodio : 1991 (Juan Carlos Martín)